# Ralph Johnson (cestista)
David Ralph Johnson, detto Boag (Huntington, 6 dicembre 1921 – Cleveland, 11 luglio 2005), è stato un cestista e allenatore di pallacanestro statunitense, professionista nella NBL e nella NBA.

## Palmarès
- Campione NBL (1949)
- All-NBL Second Team (1949)